# Thomas Holdich
Thomas Hungerford Holdich (13 février 1843 - 2 novembre 1929) est un géographe britannique et président de la Royal Geographical Society. Il est surtout connu comme Superintendent of Frontier Surveys in British India et auteur de nombreux livres, dont The Gates of India, The Countries of the King's Award et Political Frontiers and Boundary Making .

## Biographie
Né à Dingley, Northamptonshire, Angleterre du Rév. Thomas Peach Holdich, il fait ses études à la Godolphin Grammar School et à la Royal Military Academy, obtenant une commission dans les Royal Engineers en 1862. Il participe activement à l'expédition du Bhoutan de 1865, à la campagne d'Abyssinie de 1867-1868 et à la seconde guerre anglo-afghane de 1878-1879.
En temps de paix, Holdich est largement occupé par l'arpentage de l'Inde. Il est l'arpenteur en chef de la Commission des frontières afghanes de 1884-1886. La Commission se trouve bientôt au milieu d'une crise, enflammée par l'incident du Panjdeh ; lorsque cela manque de conduire à la guerre avec la Russie, Holdich est chargé de fortifier Herat contre une éventuelle invasion russe . Il siège ensuite à la Commission de délimitation de Tasmar de 1894, à la Commission de délimitation du Pamir de 1895 et à la Commission de délimitation du Perso-Baloutchistan de 1896. Il reçoit la médaille d'or du fondateur de la Royal Geographical Society en 1887 en reconnaissance de son travail à la frontière afghane.
Holdich est également membre du tribunal britannique engagé dans l'affaire de la frontière de la Cordillère des Andes par les gouvernements argentin et chilien en 1902 pour arbitrer la frontière le long des montagnes des Andes. Pour ce service, il est nommé Chevalier Commandeur de l'Ordre de Saint-Michel et Saint-Georges (KCMG) en décembre 1902.
A sa retraite à demi-solde en 1898, il remercie « cette providence qui m'avait été bonne en ce qu'au cours de cette dernière année de ma carrière indienne j'avais pu mettre une finition ronde sur la dernière de nos cartes frontalières ». Il est placé sur la liste des retraités avec une pension indienne le 13 février 1900.
Plus tard, il écrit et donne de nombreuses conférences sur les questions géographiques et est président de la Royal Geographical Society de 1917 à 1919. Il est également président de l'Association géographique entre 1917 et 1918. Il contribue à un certain nombre d'entrées à la onzième édition de l' Encyclopædia Britannica.
Holdich est décédé en 1929 à son domicile de Parklands à Merrow, Surrey, près de Guildford, à l'âge de 86 ans.

## Liste des publications
- (Éditeur), Rapport de la Commission de la frontière Pérou-Bolivie 1911-1913, 1918.
- Frontières en Europe et au Proche-Orient, 1918.
- Frontières et création de frontières, 1916.
- TH Holdich, Leonard Arthur Bethell et Hamilton Bower . L'expédition Abor : résultats géographiques : discussion . Geographical Journal, février 1913, vol. 41, non. 2, pages 109–114.
- Gates of India, être un récit historique des premières relations entre l'Orient et l'Occident, 1910.
- Tibet le mystérieux, 1906.
- Pays du prix du roi, 1904.
- La force de l'Angleterre en Asie . Actes de la Société d'Asie centrale, 1904.
- Frontière indienne 1880-1900, 1901.
- MG Gérard, TH Holdrich, RA Wahab, AW Alcock. Rapport sur les travaux de la Commission des frontières du Pamir. Calcutta : Bureau du surintendant de l'impression gouvernementale, Inde. 1897.
- Notes sur les antiquités, l'ethnographie et l'histoire de Las Bela et Makran, 1894.

## Famille
Holdich est marié à Ada Vanrenen et a deux filles et deux fils.